# Оринџ (Нови Јужни Велс)
Оринџ (енгл. Orange) је град Аустралији у савезној држави Нови Јужни Велс. Према попису из 2006. у граду је живело 31.544 становника.

## Становништво
Према попису, у граду је 2006. живело 31.544 становника.
| 1991.  | 1996.  | 2001.  | 2006.  |
| ------ | ------ | ------ | ------ |
| 29,635 | 30,705 | 31,970 | 31,544 |